# Nomada glaberrima
Nomada glaberrima là một loài Hymenoptera trong họ Apidae. Loài này được Schmiedeknecht mô tả khoa học năm 1882.